# 砂利道

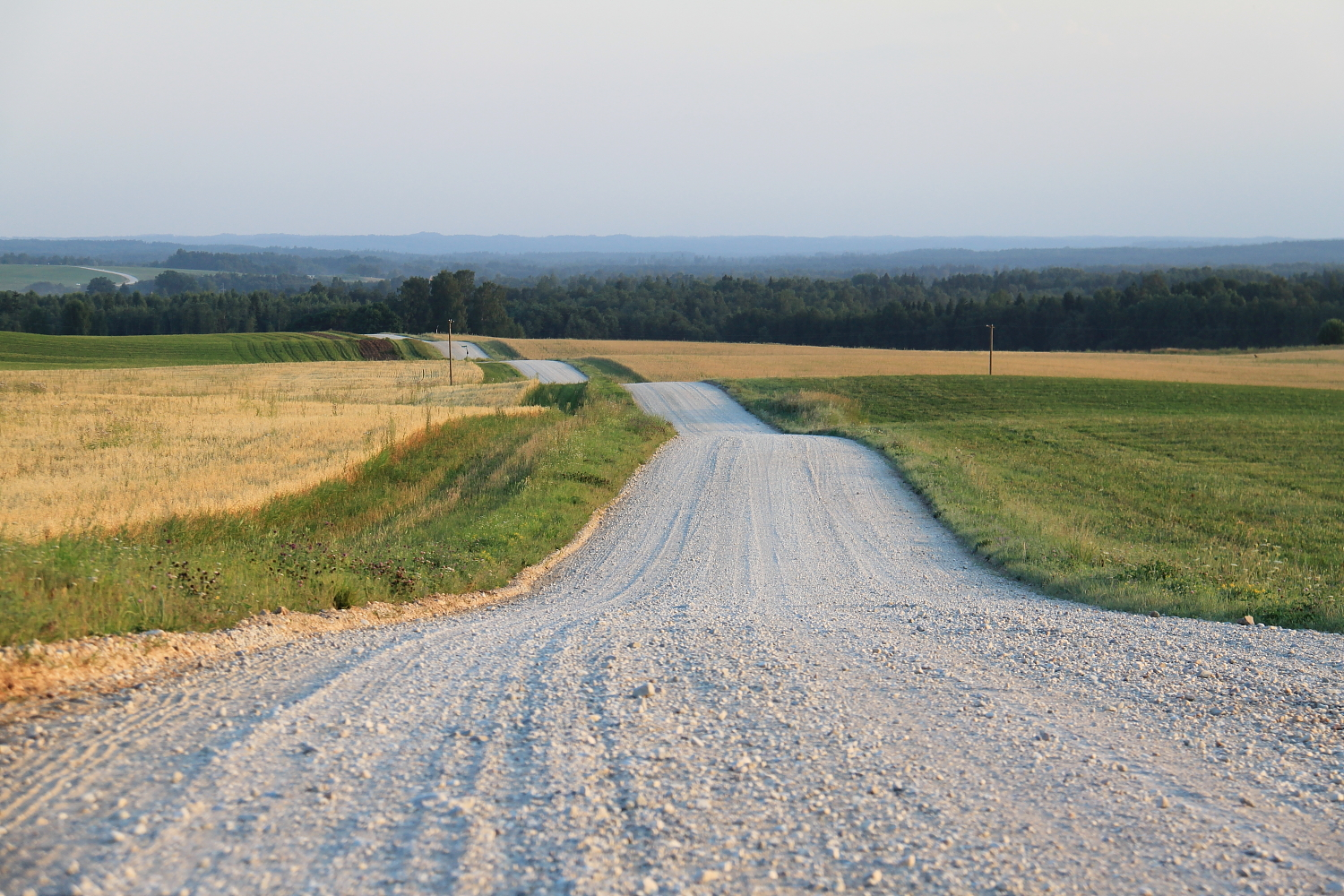
田園地帯を通る砂利道

砂利道（じゃりどう、じゃりみち、グラベルロード、Gravel road）は、表層部の路面が主として砂利からなる道路である。先進国においては農道や林道など交通量の少ない道路に限られるが、開発途上国においては主要道路においてもしばしば見られる。

## 構造
砂利、砕石、砂などをバインダーと呼ばれる細粒の土によって結合させた構造であり、道路の基盤となる路盤と路面の表層部を覆う磨耗層からなる。日本においては路盤の厚さ30-40cm、磨耗層の厚さ10cm程度が一般的である。表面に防塵処理を施すこともある。車両通過に加え、雨、融雪、凍結融解作用による劣化が大きいため適宜保守管理が必要である。特に、凹凸や小孔は車両の通過によって急激に劣化が進行するため早急の修繕が求められる。

## 歴史
湿地や水たまりに砂利を敷いて通行の助けとすることは古くから行われていた。文明が発達し、路面の材料として日干し煉瓦、版築、石畳などが使われるようになっても砂利は依然として使われてきた。1796年に完成したアメリカ合衆国で最初の本格的な有料道路、フィラデルフィア=ランカスター・ターンパイクは十分に締め固められた砂利道であった。
モータリゼーションが進んだ先進国では主要道路はくまなく舗装されているが、地方政府の財政難から交通量の少ない道路は舗装をはがして維持費のかからない砂利道に戻すことも行われている。

### 日本
日本では近代に至るまで人や馬によって踏み固められた道が一般的であり、砂利道は主要道路に限られていた。7世紀頃に整備された東山道武蔵路のうち、国分寺市で発見された区間において砂利道が確認されている。また、江戸時代初期に書かれた徳川家康の遺訓『家康百箇条』において路面の窪みを砂利で埋めて固めることが推奨されている。江戸時代に整備された五街道においては砂利道が多用されていた。
1886年（明治19年）8月、内務省訓令第13号の「道路築造基準」において馬車に適した砂利道（砕石道路）を建設する方針が示されたが、当初は普及しなかった。その後、次第に普及し主要道路でも一般的となったが昭和初期にアスファルト舗装技術が確立すると次第にこれに取って代わられた。
日本の神社の参道には玉砂利が敷き詰められているが、これは神聖なところを、さらに清浄にするためと思われる。